# Afrodyzje

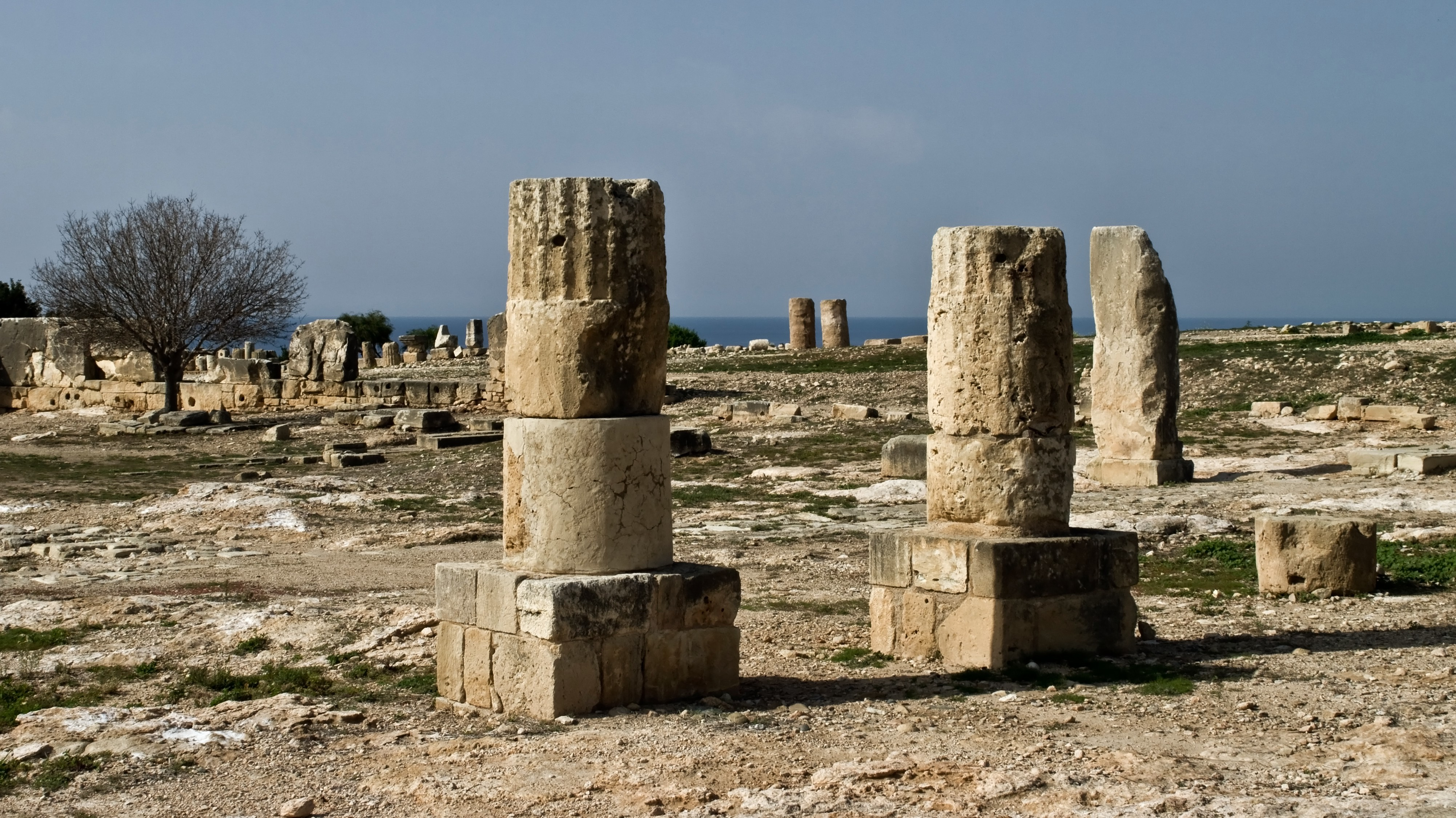
Pozostałości sanktuarium Afrodyty, którego początki są datowane na XII wiek p.n.e., Cypr, Palepafos

Afrodyzje (gr. Ἀφροδίσια Aphrodísia, łac. Aphrodisia) – święto ustanowione ku czci bogini miłości Afrodyty. Najbardziej uroczyście było obchodzone w Pafos na Cyprze, niedaleko miejsca jej narodzin, gdzie wyłoniła się z piany morskiej.